# David Overstreet
Pour les articles homonymes, voir Overstreet.
(en) Statistiques sur pro-football-reference
David Arthur Overstreet (né le 20 septembre 1958 à Big Sandy et mort le 25 juin 1984 au Texas) est un joueur américain de football américain et de football canadien.

## Enfance
Overstreet fait ses études au lycée de sa ville natale, à la Big Sandy High School où il joue avec Lovie Smith. Il remporte trois fois consécutives le championnat du Texas Class B, de 1973 à 1975. Lors de sa dernière saison lycéenne, il marque 362 points, se classant troisième au classement des points marqués dans un lycée du Texas derrière Ken Hall et Robert Strait.

## Carrière

### Université
Après ses performances prolifiques, il intègre l'université d'Oklahoma et joue pour l'équipe de football américain des Sooners.

### Professionnel
David Overstreet est sélectionné au premier tour du draft de la NFL de 1981 par les Dolphins de Miami au treizième choix. Malgré cette sélection, Overstreet et Miami ne trouve aucun accord pour la signature d'un contrat. Il trouve cependant une équipe, celle des Alouettes de Montréal, jouant en Ligue canadienne de football. Sa première saison est bonne, puisqu'il gagne 952 yards. Il est nommé recrue de l'année des Alouettes pour 1981.
En 1982, la franchise se renomme, devenant les Concordes de Montréal mais une blessure perturbe la saison de Overstreet qui ne parcourt que 190 yards.
Il revient en 1983 à la National Football League et signe un contrat avec les Dolphins de Miami. Ses performances lors de la saison 1983 le promet à un grand avenir, parcourant 392 en quatorze matchs (jouant comme remplaçant) avec une moyenne de 4,6 yards par course et un touchdown.

## Décès
Overstreet meurt le 25 juin 1984 dans un accident de voiture sur une route du Texas. Au volant d'une Mercedes de 1980, il perd le contrôle de son véhicule et finit sa course dans les pompes à essence d'une station service à Winona. La voiture et les pompes explosent et les policiers ont peine à identifier Overstreet, qui s'était probablement endormi au volant.

## Famille
Le fils de Overstreet, David Overstreet Jr, est un joueur de l'université du Missouri où il fut un grand joueur universitaire au poste de safety.

## Palmarès
- Championnat du Texas Class B (école secondaire): 1973, 1974 et 1975
- Recrue de l'année 1981 des Alouettes de Montréal